# Orfèvrerie

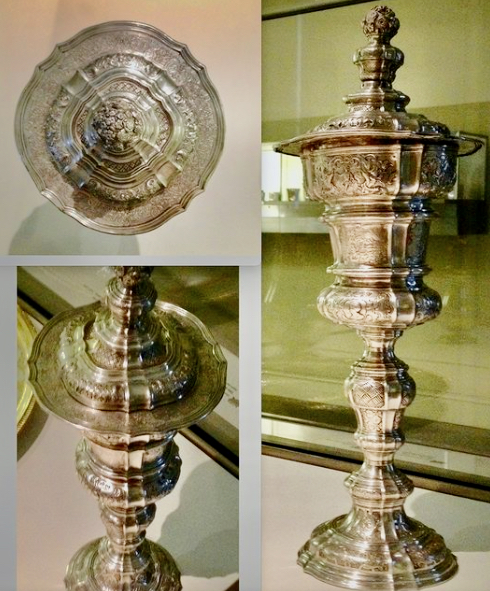
Jean Jacques Bury, hanap, 1732, Musée des Arts décoratifs de Strasbourg.

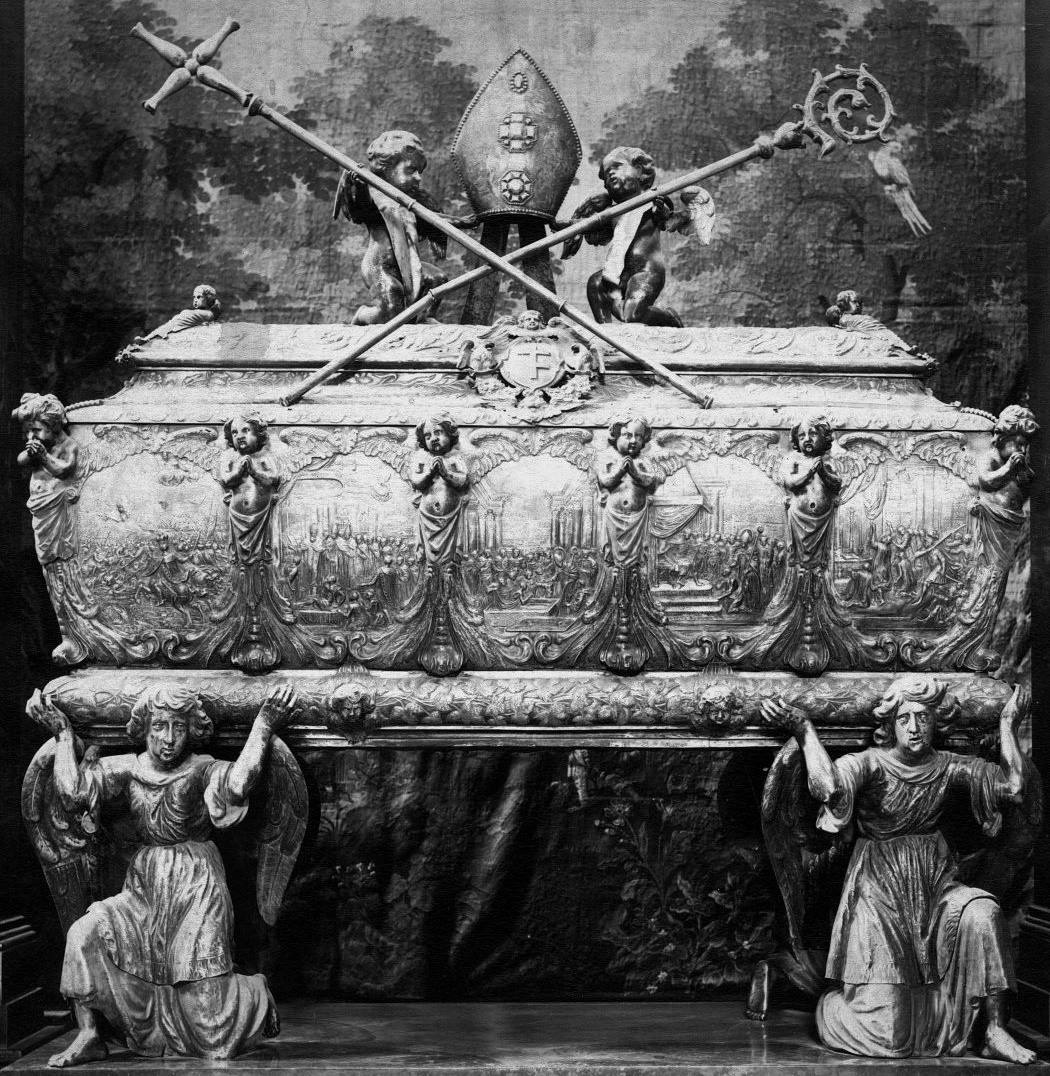
Le sarcophage en argent repoussé de saint Stanislas dans la cathédrale du Wawel a été créé dans les principaux centres de l'orfèvrerie européenne du XVIIe siècle - Augsbourg et Gdańsk.

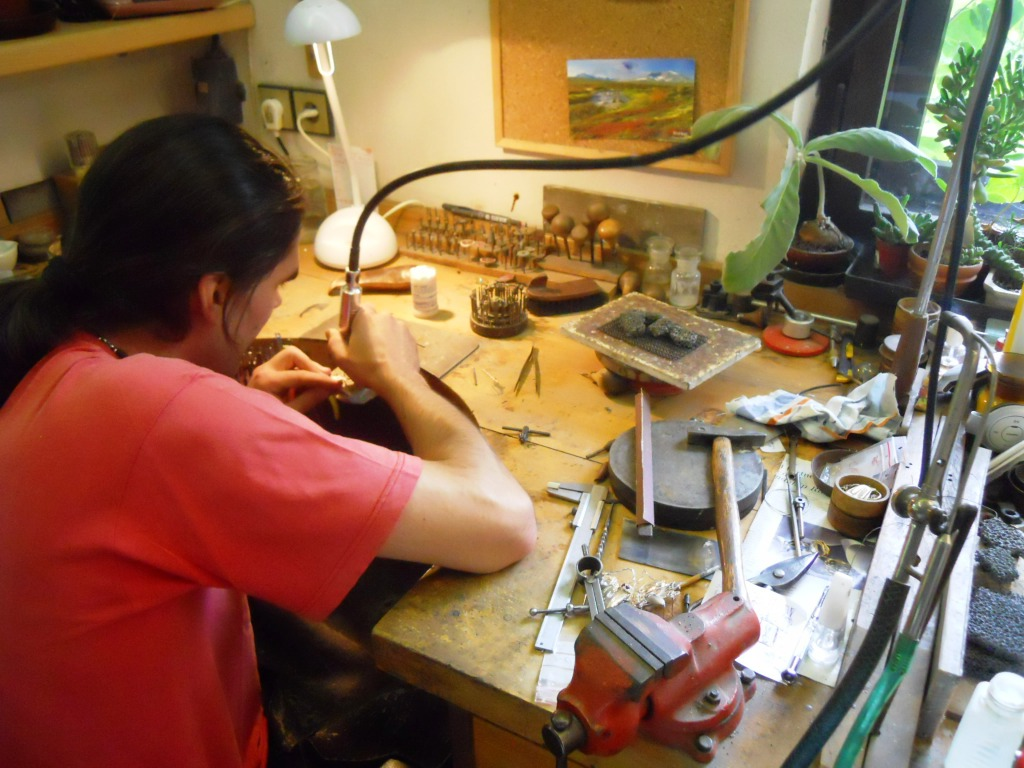
Orfèvre au travail

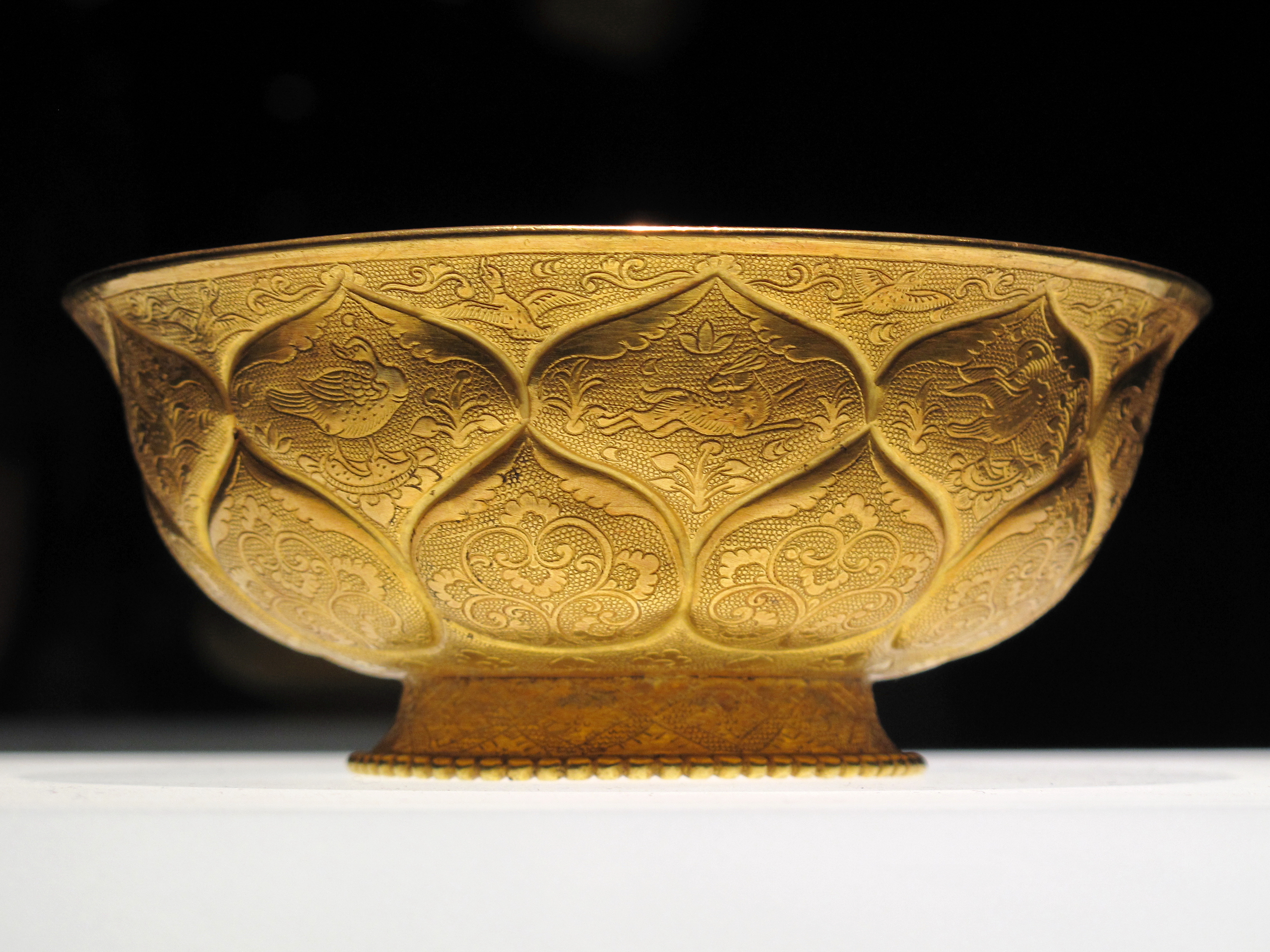
Poinçonnage (allemand: Punzierung)

L'orfèvrerie désigne l'art de fabriquer des objets en or par une personne de métier appelé orfèvre. Le terme orfèvrerie tend aussi à désigner la fabrication d'objets en argent massif (argenterie) utilisant les mêmes procédés de construction. Par métonymie, il désigne les ouvrages fabriqués par l’orfèvre.

## Métiers
L'orfèvrerie regroupe plusieurs métiers qui se distinguent dans le temps, passant de métiers très proches à des spécialisations.
Ainsi, bien que proches et parfois confondues, monnaies et médailles sont le domaine du fondeur, les bijoux, notamment ceux arborant des pierres précieuses, sont du domaine du bijoutier-joaillier et l'application d'émaux en verre sont du domaine de l'émailleur.
L'orfèvrerie moderne comporte la fabrication, la transformation ou la restauration d'objets divers liés au culte, à l'usage domestique, à l'ameublement ou l'art de la table.

## Techniques
L'orfèvrerie fait appel à diverses techniques, parmi lesquelles la ciselure, l'estampage, la gravure, le poinçonné, le repercé ou découpage à jour et le repoussé.
Les métaux précieux couramment utilisés en orfèvrerie (métaux qui ne forment pas de liaison chimique avec l'oxygène dans des conditions usuelles) peuvent être coulés comme les autres métaux. Les techniques de coulée telles que la  coulée au sable, la coulée centrifuge, la coulée sépia (Sépion), la lingotière, etc., sont utilisées à la fois dans l'artisanat et l'industrie.
Une plaque coulée dans le moule - appelée Plansche (allemand) - est ensuite laminée en tôle ou en fil, pour être travaillée ultérieurement avec des outils de découpage (fraise, scie) ou avec des techniques de martelage, avant assemblage. Les techniques d'assemblage les plus courantes comprennent le soudage et le rivetage. La finition est généralement réalisée par broyage et polissage ou matage.
En règle générale, les techniques de placage d'or et d'argent utilisées aujourd'hui sont les méthodes galvaniques. La dorure et le placage d'argent, basés sur l'évaporation d'or ou d'argent amalgame, n'est réalisé que par très peu d'entreprises aujourd'hui en raison de l'utilisation de mercure toxique. Le respect des réglementations strictes est permis par l'Utilisation des dernières technologies de protection de l'environnement pour restaurer et fabriquer des pièces pour les musées, les églises et le marché de l'art et du luxe.
Les techniques ornementales de l'orfèvrerie sont Émail, nielle, filigrane, gravure,  granulation, damasquinage, poinçonnage (de l'allemand Punzierung) et diverses  techniques de gravure.
Les objets d'orfèvrerie sont souvent sertis de pierres précieuses, perles, corail, camée,etc. et Émail.
Les œuvres d'orfèvrerie ne sont que partiellement conservées, car les œuvres d'art ont souvent été fondues en cas de besoin en raison de la valeur de leurs matériaux.

## Articles liés
- Orfèvre
- Repoussage
- Ciselure
- Polissage
- Moletage

## Historique

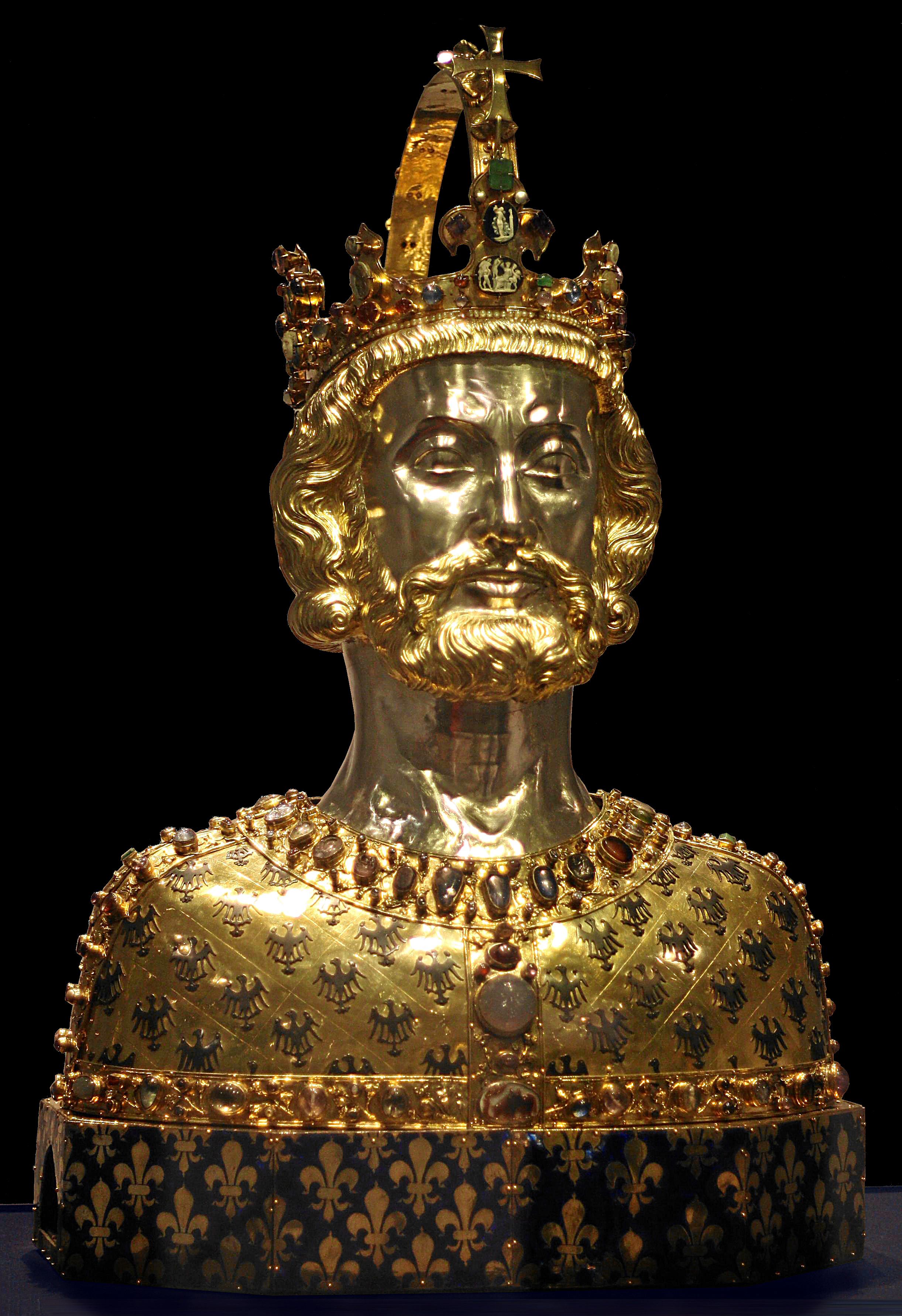
Buste de Charlemagne Aachen Domschatz

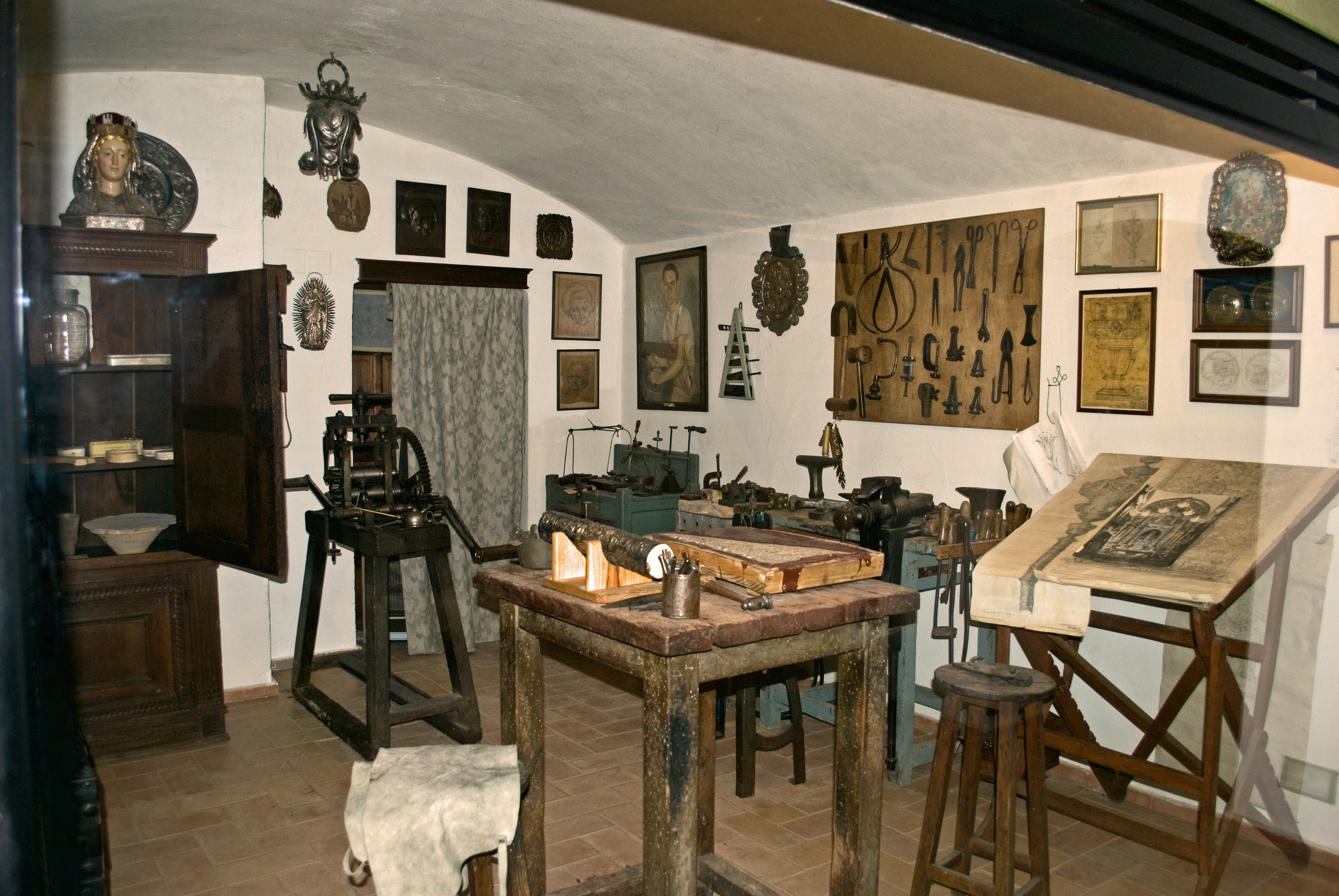
Matériel d'un atelier d'orfèvrerie au musée des arts et costumes populaires de Séville.

L'histoire de l'orfèvrerie commence dès la Préhistoire, avec les premières réalisations en or qui apparaissent avec les premières sociétés.